# BLVELY
BLVELY（ブルーリー、11月19日 - ）は、日本の男性ギタリスト・シンガーソングライター、tatsuによるソロプロジェクト。
三重県四日市市出身。
テクニカルなギターとキャッチーなメロディーをラウドロックやヒップホップに落とし込んだオルタナティブロックが特徴。自身で作詞・作曲・編曲を行うほか、ミュージックビデオのクリエイティブディレクターや監督も務めている。また、作詞・作曲家、スタジオミュージシャンとしても活動し、レコーディングエンジニアやマニピュレーターとしての顔も持つ。

## 略歴
BLVELYはtatsuによるソロプロジェクトである。地元三重県四日市市で高校時代にオリジナルバンドを結成し、ギターを始める。その後、音楽の専門的な学びを深めるため、2012年にESPミュージカルアカデミーに入学。同時期、ギルガメッシュのローディーとしてツアー経験を積む。
卒業後、Seiya（現AliA）やKenT（現Bubble Baby）とともにバンドを結成し、自身の作曲活動を本格化させるも、バンドは解散。その後、サポートミュージシャンとしてのキャリアをスタート。
2024年1月22日、KEYTALKの首藤義勝とのYouTubeラジオ番組「よしたつ放送局」を開始。現在も不定期で配信を行い、音楽や日常の話題について軽快なトークを繰り広げている。
2017年、幼馴染であるAtsuyuK!やわかざえもんらと共に.(dot)anyを結成。精力的な活動を展開し、翌年には渋谷WWWでワンマンライブを開催。さらに2019年には渋谷WWW Xでワンマンライブを成功させた。
2020年、.(dot)anyを脱退し、ソロプロジェクト「BLVELY」を始動。しかし、コロナ禍の影響でライブ活動が制限される中、俳優、アイドル、VTuberなど幅広い分野への楽曲提供を開始。その楽曲センスは業界内外で高く評価された。
2023年、BLVELYとしての活動を本格的に再始動し、デジタルシングルのリリースや国内外でのライブ活動を行う。2024年9月15日には、「KOYABU SONIC 2024」のSPセッションに参加し、小籔千豊、赤飯、わかざえもん、KSUKEとともにサポートギターボーカルを務めた。
また、武瑠とのコラボレーションでは、タイの俳優ジラキット・ターワンウォン（Mek）をフィーチャリングした楽曲「SLY DEVIL」が話題となった。

## ワンマンライブ
- 「BLVELY 1st Oneman Live “DUPLEX”」

```
 - 日程: 2024年11月19日
 - 場所: 
下北沢
 
Basement Bar
```

## 参加ライブ
- 「KOYABU SONIC 2024」

```
 - 日程: 2024年9月15日
 - 場所: 
インテックス大阪

 - バンド名: コヤソニSPセッション
 - メンバー: 
小籔千豊
、
赤飯
、
わかざえもん
、
KSUKE
、BLVELY（サポートギターボーカル）
```

## ディスコグラフィ

### デジタルシングル
- 52Hz（2020年7月25日）
- 逃避夢（2023年9月7日）
- Heartache（2023年11月19日）
- The Sands Of Time (feat. GOMESS)（2024年1月24日）
- 揺らめき（2024年6月12日）
- DUPLEX（2024年11月19日）

### コラボレーション
- SLY DEVIL feat.Mek from Saint After Six, BLVELY（2024年5月25日）